# Arion lusitanicus
Arion lusitanicus (nicht Arion lusitanicus auct. = Arion vulgaris) ist eine Nacktschneckenart aus der Familie der Wegschnecken (Arionidae) in der Ordnung der Lungenschnecken (Pulmonata). Lange Zeit wurde die in Mitteleuropa sich ausbreitende Schadschnecke mit Arion lusitanicus identifiziert; daher rührt auch der Name Spanische Wegschnecke. Nach der Untersuchung von Exemplaren von der Typlokalität in Portugal stellte sich heraus, dass die mitteleuropäische Schadschnecke nicht mit Arion lusitanicus identisch ist. Sie behielt zwar den deutschen Trivialnamen Spanische Wegschnecke, der wissenschaftliche Name ist nach heutigem Stand aber Arion vulgaris.

## Merkmale
Die Tiere werden ausgestreckt bis zu 8 cm lang. Der Körper ist dunkelbraun mit gelblichen Tönen. Auf dem Rücken und Mantel verlaufen zwei hellbraune Binden. Das rechte Band verläuft über dem Pneumostom. Die Tuberkel sind vergleichsweise klein. Die Tentakeln sind schwarz. Der Rand des Fußes ist rot mit schwarzen Querlinien, die in die seitlichen Partien der Sohle laufen. Die Sohle ist olivgrau mit dunkleren Randzonen. Beim lebenden Tier ist der Schleim farblos und sehr klebrig. Bei konservierten Tieren wird er gelb, an der Sohle sogar intensiv gelb. Jungtiere sind grünlichgrau mit zwei weißlichen Binden auf dem Mantel und hinterem Teil des Rückens. Die Sohle ist weißlich oder auch mit einem Orangeton.
Im Geschlechtsapparat ist das Atrium rundlich und nicht unterteilt. Die Samenblase ist rundlich und der Leiter zur Samenblase („Stiel“) ist so lang wie die Samenblase selber. Der Stiel wird etwas weiter kurz vor der Mündung in das Atrium. Epiphallus und Samenleiter haben in etwa dieselbe Länge. Der Übergang vom Samenleiter zum Epiphallus ist durch eine Einschnürung markiert. Die Vagina ist länger und weiter als der Leiter zur Samenblase. Der Eileiter ist distalen Teil stark erweitert. Vor dieser Erweiterung knickt der Eileiter ab und vor diesem Knick setzt ein Retraktormuskel an. Im erweiterten Teil des Eileiters befinden sich zwei v-förmig angeordnete Längsleisten („Ligula“).

### Ähnliche Arten
Der Rand der Sohle ist bei Arion lusitanicus grau und heller als die oberen Teile des Körpers. Bei Arion rufus ist es umgekehrt. Die Tuberkel sind bei Arion lusitanicus kleiner als bei Arion rufus.

## Geographische Verbreitung, Lebensraum und Lebensweise
Die Art ist endemisch in Zentralportugal. Nachweise in Spanien bedürfen der Überprüfung, ob sie tatsächlich Arion lusitanicus sind, oder die Schadschnecke Arion vulgaris.
Die Art kommt in der gebirgigen Region der Serra da Arrábida (in der Nähe von Lissabon/Portugal) vor. Sie lebt dort in der natürlichen Vegetation dieser Berge auf kalkigen Böden. Sie versteckt sich sehr engen Spalten im Boden mit dem Kopf voran und frisst Pilze in Frühling und Herbst. In den anderen Jahreszeiten ernährt sie sich von krautigen Pflanzen, Moosen und Flechten. Die Kopulation wurde im Januar und Februar beobachtet. 

## Taxonomie und Nomenklatur
Das Taxon wurde 1868 von Jules François Mabille erstmals beschrieben. Arion lusitanicus ist eine in Zentralportugal endemische Art. Der Name wurde fälschlich auf eine sich in Mitteleuropa invasiv ausdehnende Nacktschnecke übertragen. Man nahm an, dass diese Schnecke mit Gemüse aus Spanien nach Mitteleuropa verschleppt worden war und gab ihr daher den Trivialnamen Spanische Wegschnecke. Zwar wurden schon in den 1970er und 1980er Jahren Zweifel an der Bestimmung der Schadschnecke geäußert, aber erst mit der Beschreibung von Topotyp-Material von Arion lusitanicus konnte die Falschbestimmung der mitteleuropäischen Schadschnecke abgesichert werden.  Ob Arion lusitanicus überhaupt in Spanien vorkommt ist fraglich. Bisher gibt es sichere Nachweise nur aus Zentralportugal.
Heute wird die Spanische Wegschnecke meist mit Arion vulgaris identifiziert, ein wissenschaftliches Taxon, das von Alfred Moquin-Tandon 1855 unter dem Namen Arion rufus var. vulgaris aufgestellt worden war. Allerdings folgen nicht alle Autoren dieser Ansicht, denn die Identifikation basiert nicht auf Vergleichen mit Typmaterial, welches verloren ist, sondern nur auf Beschreibungen und Abbildungen Moquin-Tandons. Es müsste daher ein Neotyp festgelegt werden, um die Nomenklatur zu stabilisieren. Daher bevorzugen viele Autoren immer noch den Namen Arion lusitanicus unter Zusatz von "auct., non Mabille", um auszudrücken, dass es sich nicht um die Mabille`sche Art handelt, sondern um die invasive Art, die jahrzehntelang unter diesem Namen behandelt wurde.

## Belege